# Чупряково
Чупряково — деревня в Одинцовском районе Московской области России, входит в городское поселение Кубинка.
Деревня расположена в 1,5 км к югу от автодороги «Беларусь» (Минское шоссе), в 5 км к юго-западу от города Кубинка. Деревня сливается с посёлком Рыбокомбината «Нара»

## История
Первое упоминание о деревне Чупряково относится к 1558 году. В числе вотчин Савво-Сторожевского монастыря «деревня Чупрякова» называется в ряду деревень села Софьино. В 1994—2006 годах — центр Наро-Осановского сельского округа.

## Население
| 2002 | 2006  | 2010  |
| ---- | ----- | ----- |
| 1951 | →1951 | ↗2107 |

По переписи 1989 года в деревне было 492 хозяйства и 1622 постоянных жителя. В соседнем посёлке Рыбкомбината «Нара» — 87 хозяйств и 243 человека.